# プリント基板

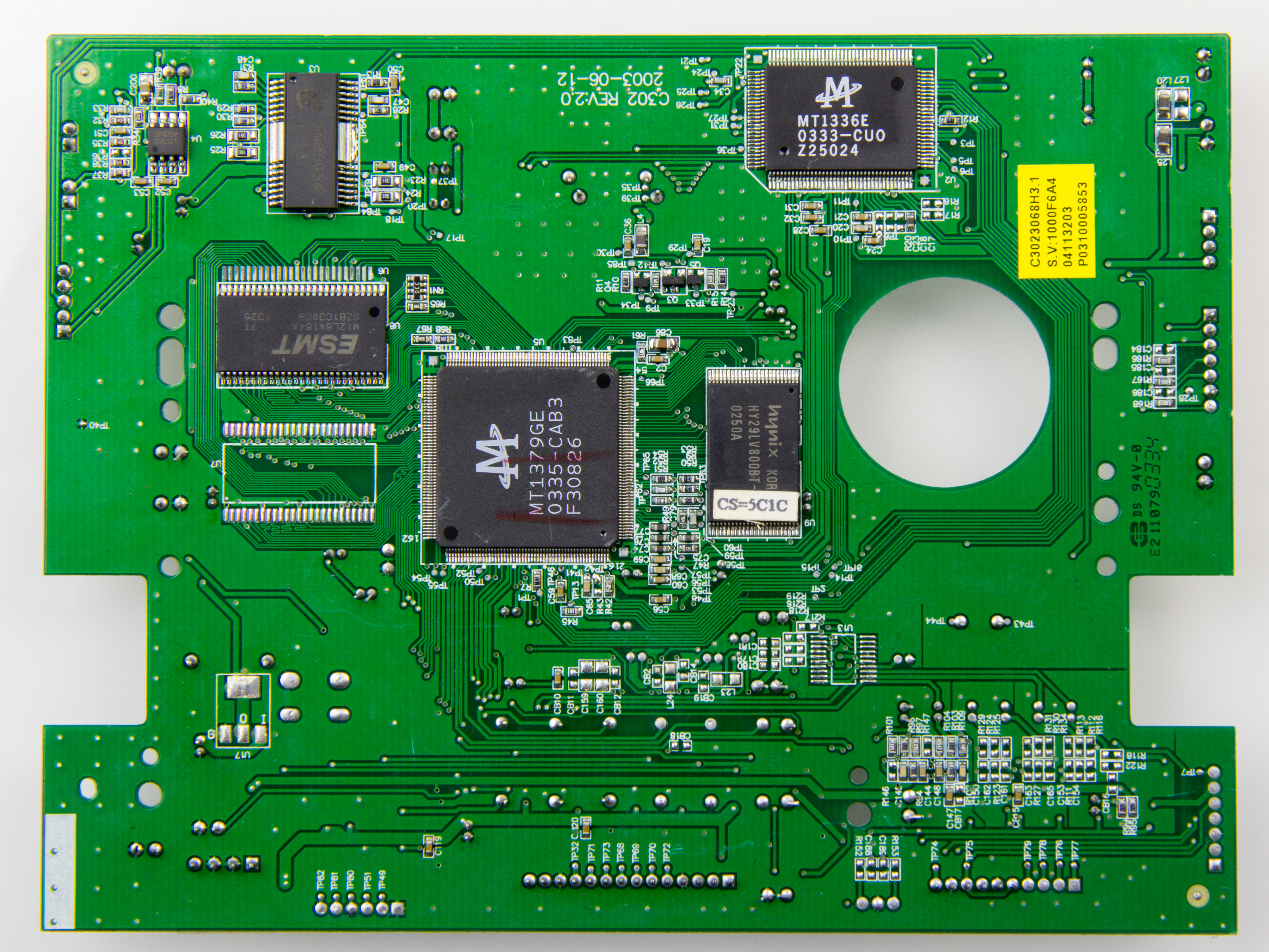
DVDプレーヤー内のプリント基板。緑色のプリント基板が多用されるのは製造、検品時の目の疲れを軽減できるためであると言われる。

プリント基板（プリントきばん、短縮形PWB, PCB）とは、基板の一種で、以下のふたつをまとめて指す総称。プリント基板は、電子部品の支持体であり、電子部品が電気的に相互に接続されている担体である。印刷を用いて作られるため、「印刷」回路基板と呼ばれている。
- 絶縁体でできた板の上や内部に、導体の配線が施された（だけの）もの。電子部品が取り付けられる前の状態。プリント配線板（PWB = printed wiring board）と呼ばれる。
- （上記の板に）電子部品がはんだ付けされ、電子回路として動作するようになったもの。プリント回路板（PCB = printed circuit board）と呼ばれる。電気製品の主要な部品の1つである。

## 概要
Albert Hanson の特許（英国特許4681号、1903年)が、世界最初の配線板のアイデアとされている。その後、金属箔エッチングによるパターン成型（Arthur Berry 英国特許14699号、1913年）等を経て、オーストリア人の発明家パウル・アイスラー(Paul Eisler)が考案した配線手法である。日本においては1936年（昭和11年）に成立した日本初のプリント配線板の特許が起源となる。集積回路、抵抗器、コンデンサー等の多数の電子部品を表面に固定し、その部品間を配線で接続することで電子回路を構成する板状またはフィルム状の部品。狭義には部品を含まない基板だけを指すが、広義には基板に電子部品を実装した状態も含む。主に、基材に対して絶縁性のある樹脂を含浸した基板上に、銅箔など導電体で回路（パターン）配線を構成する。いわゆるプリンテッドエレクトロニクスの一種であり、スクリーン印刷、フレキソ印刷、グラビア印刷、インクジェット、オフセット印刷など様々な印刷技術が駆使されている。
用語はJIS規格のJIS C 5603で以下のように定義されている。また、その参照元であるIECが制定したIEC 60194でも同様である。
プリント回路 (printed circuits)
プリント配線と、プリント部品及び（又は）搭載部品とから構成される回路。
プリント配線 (printed wiring)
回路設計に基づいて、部品間を接続するために導体パターンを絶縁基板の表面又は表面とその内部に、プリントによって形成する配線又はその技術。
プリント回路基板 (printed circuit board)
プリント回路を形成した板。プリント回路実装品 (printed circuit assembly) ともいう。
プリント配線基板 (printed wiring board)
プリント配線を形成した板。
プリント板 (printed board)
プリント配線板の略称。
これによるとプリント配線板（もしくはプリント板）が「電子部品がはんだ付けされておらず、配線だけの状態のもの」（ベアボード）、プリント回路基板（もしくはプリント回路実装品）が「電子部品がはんだ付けされて、電子回路として動作するようになったもの」と定義されることになる。実際にはプリント配線板のことをプリント基板、または単に基板と呼ぶ。生板（なまいた）、生基板（なまきばん）などの呼称もあるがこれは俗称である。プリント回路板のことはユニット、ボード、モジュール、パッケージ、アッシーなどの別名をあてることも多い。また、JISでの用語が示すとおり日本語における漢字表記は基板であり、基盤は誤りである。
同様に英文でも頭文字をとってPWBが基板単体、PCBが基板に部品を実装した物を指すことになるが、明確に使い分けをする場合も有る一方、混同して使用される、もしくは部品の実装の有無に関わらず一方のみを使用する例も有る。PCBは有害物質「ポリ塩化ビフェニル」の略語PCBとの混同を受けることが有る。
またプリント基板に関する標準規格は、IPC（Association Connecting Electronics Industries）、JPCA（日本電子回路工業会）、KPCA（韓国電子回路産業協会）、TPCA（台湾）、CPCA（中国）などがある。

## グローバル市場の状況
世界全体のプリント基板メーカーは2014年時点で約2500社あり、このうち中国メーカーは1200社以上、次いで韓国・台湾・日本メーカーでほとんどのシェアを占めている。中国は世界最大のプリント基板生産地となっている。2012年のプリント基板の世界市場は約4兆円、プリント基板材料は約2兆円、およびその実装関連製品・装置は約2兆円規模となっている。

## 分類
プリント基板は次のように3つに分類される
リジッド基板
柔軟性のない絶縁体基材を用いたもの（固いを表す：Rigidから）
フレキシブル基板(FPC)
絶縁体基材に薄く柔軟性のある材料を用いたもの
リジッドフレキシブル基板(Flex-Rigid/フレックスリジッド)
硬質な材料と薄く柔軟性のある材料とを複合したもの
フレキシブル基板は薄くて柔軟性があることから、機器に組み込む際に自由度が高く、小型の電子機器などに使われている。コネクタ間を配線するためのフィルム状配線材も機能的にはケーブルであるがフレキシブル基板と呼ばれることがある。単にプリント基板と呼ぶ場合にはリジッド基板を指すことがほとんどである。

## リジッド基板
リジッド基板は曲げ変形しにくい板を指し、一般的には外力によって材料が変形しない能力を指す。次にリジッド基板のより詳細な分類を記す。

### 組成による分類
紙フェノール基板
紙にフェノール樹脂を含浸したもの。別名ベークライト基板（ベーク基板）。安価で加工性が良いので、プレスによる打ち抜きで民生機器用基板を大量生産する際に使われる。反面、機械的強度が低く、反りも生じやすい。通常片面基板として利用される。
紙エポキシ基板
紙にエポキシ樹脂を含浸したもの。紙フェノールとガラスエポキシの中間的な特徴を持つ。通常片面基板として利用される。
ガラスコンポジット基板
切り揃えたガラス繊維を重ねて、エポキシ樹脂を含浸したもの。安価な両面基板として利用される。
ガラスエポキシ基板
ガラス繊維製の布（クロス）を重ねたものに、エポキシ樹脂を含浸したもの。電気的特性・機械的特性ともに優れている。上記の基板と比較して高価ではあるが、近年の需要増加により、価格は下がる傾向にある。
表面実装用基板として最も一般的に使われている。両面基板以上の多層基板に利用される。
テフロン基板
絶縁材にテフロンを用いたもの。高周波特性が良好なためUHF、SHF帯の回路に用いられるが、非常に高価である。近年、半導体の性能向上によりガラスエポキシ基板でも所望の性能を得る事が可能となったため、民生品で使われる事は少なくなっている。
アルミナ（セラミックス）基板
グリーンシートと呼ばれるアルミナ（酸化アルミニウム）にタングステンなどでパターンを形成／積層したものを焼成して製造するファインセラミックスの一種。色は白や灰色などがある。高周波特性や熱伝導率に優れるため、主にUHF、SHF帯のパワー回路やLED照明で使用される事が多い。高価である。
低温同時焼成セラミックス (LTCC) 基板
アルミナ基板の高価格、高温で焼結させるために配線に銅が使用できないといった問題を解決した基板。ガラスにセラミックを混合して800℃の低温で焼成する。そのため配線に銅が使用可能となった。熱膨張率が小さい、絶縁特性がよいという特性を生かして基板内部にコイル、コンデンサ等の受動部品を製作する事も可能。高周波回路のサブストレート、高周波モジュールの基板としてアルミナ基板に置き換わっている。熱伝導率はアルミナ基板より劣る。
コンポジット基板
ガラスエポキシ基板を中心として両面には紙エポキシ基板を形成したもの。ガラスエポキシ基板のみに比べて加工しやすく、価格が安い。また近年では両面にテフロンを使用したコンポジット基板が高周波回路用に作られている。テフロン基板より安価で、ガラスエポキシ基板より周波数特性が優れている。
ハロゲンフリー基板
ガラスエポキシ基板と構造は同じだがフッ素、塩素、臭素、ヨウ素などのハロゲン系難燃剤を含まない多層基板。リサイクル焼却時に発生する有毒物質を抑えることができる。また、同時にハロゲンフリーのレジストを使用した場合、基板は青っぽくなる。ただし、緑色のハロゲンフリーのレジストも存在する。

### 構造による分類
片面基板
片面のみにパターンがあるもの。1層基板。
両面基板
両面にパターンがあるもの。2層基板。
多層基板

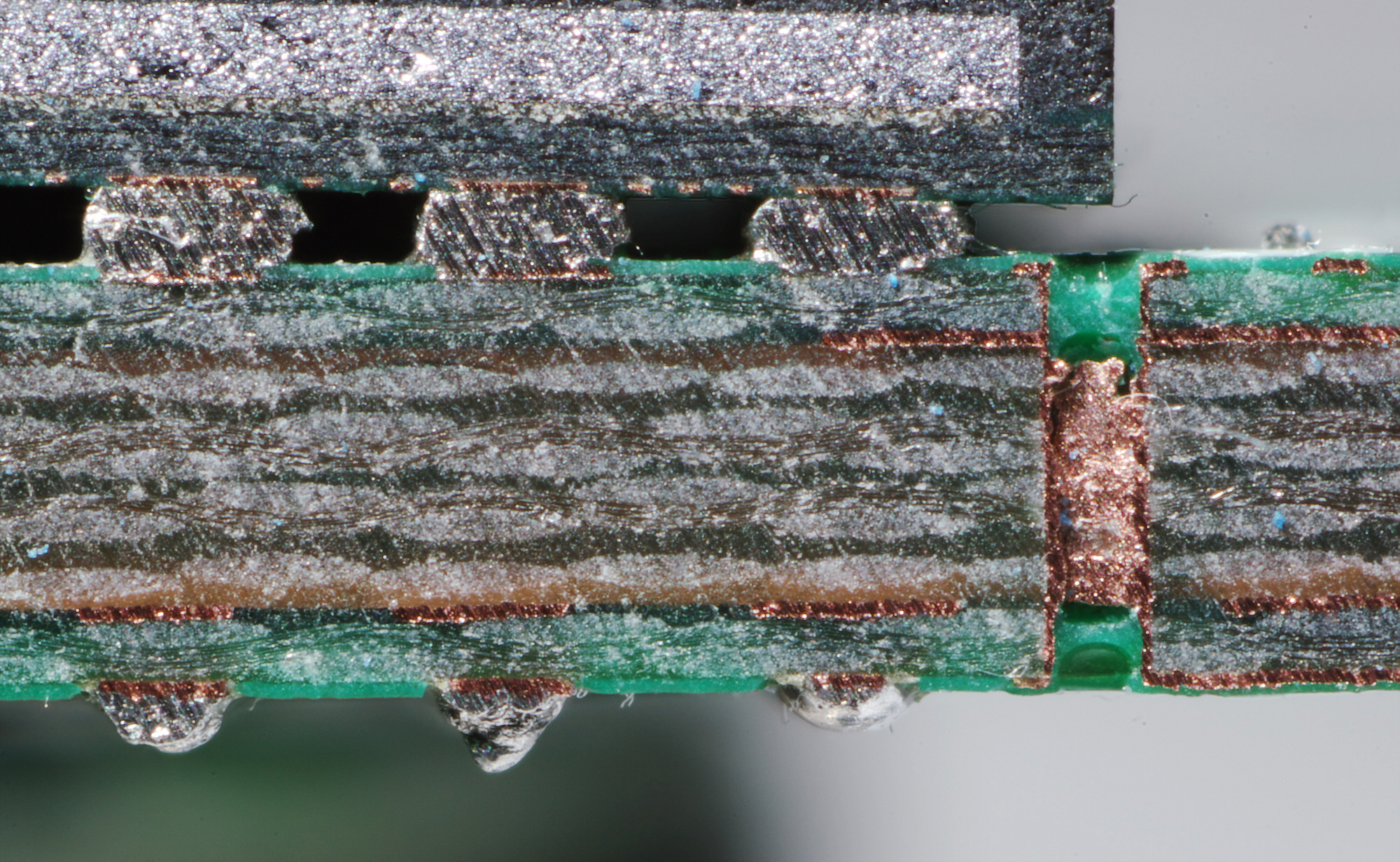
多層基板の断面図

ウエハース状に絶縁体とパターンを積み重ねたもの。部品の実装密度が上がり、回路結線が複雑になると両面では回路配線を収容しきれないため層を増やすことで対応する。表面以外の層は直視できないため保守性は劣る。このため4層基板の場合、目視しやすくするため、内側の2層（内層）を電源層およびグラウンド層として用い、信号線は表面の2層（外層）に配置する場合が多い。高密度実装が要求される機器では6層や8層の基板もしばしば採用されるが、各層を平等に扱う場合と4層で収容し切れなかった信号配線を追加層に順次収容するように使う場合とがある。内層のある層を電源層やグラウンド層として使うことが多い。高性能コンピュータなどでは数十層におよぶ場合もある。
多層板の種類は大きく分類すると、スルーホールで層間の回路を接続する貫通多層板、Interstitial Via Hole (IVH) で層間を接続するIVH多層基板、ビルドアップ工法により作製されるビルドアップ基板に分けられる。貫通多層板はパソコン用マザーボードなどに使用される。多層基板はビルドアップ工法など、特別な装置や工程を必要とするため、専門メーカーによって製造される。片面基板・両面基板は特別な工程は必要としないため、電子工作愛好家が自家製作するための材料も市販されている。
ビルドアップ基板

逐次積層法により一層ずつ層を積み上げ、レーザー加工などにより直径100μm程度の微細な層間接続ビア(Via)を形成した、配線密度の高い多層配線板。日本IBMが開発した、感光性樹脂にフォトリソグラフィで穴あけを行うSLC (Surface Laminar Circuit) 基板が先鞭をつけたとされる（現在は京セラサーキットソリューションズに移管）。海外ではhigh density interconnect (HDI)、層間接続ビアはMICROVIA（マイクロビア、マイクロバイア）と呼ばれることが多い。携帯電話やデジタルカメラなど実装密度が高く、薄型化が要求される携帯機器への採用が進んでいる。代表的な製品としてはパナソニックエレクトロニックデバイスのALIVHやイビデンのFVSS、日本シイエムケイのPPBU、東芝が開発したB2it（後に大日本印刷と合弁会社を設立、現在は大日本印刷に移管）など多くの企業で様々な方式がある。ビルドアップ基板は基本的に一層ずつ積層を行い、その都度ビア形成、回路形成を行う必要があるため層数が増えれば増えるほどリードタイムが伸び製造コストがかかる欠点がある。この問題を克服するために全層を一度に積層してしまう一括積層法の開発が進んでいる。一括積層法の代表的なものとしてはデンソーのPALAPや住友ベークライトのS-Bicなどがある。

## フレキシブル基板
正式には「フレキシブル配線基板」(Flexible PWB) と呼ばれ、薄いポリイミドやポリエステルなどのフィルムで出来た基材の上に、薄い銅箔の配線パターンを持ち、表面を保護のための絶縁フィルムなどで被覆された配線基板。

### 特長
自由に折り曲げることが出来るほど薄くて柔軟であり、外形や中抜きも自由な形に比較的容易に加工できる。このため小型で外形が複雑なわりに多くの部品を詰め込む必要がある製品への使用が多い。また、複数のリジット基板間を接続する「ハーネス・ケーブル」の代わりに使われることもある。

### 問題点と不適な用途
- 絶縁層と銅箔との接着性が比較的弱いため、シールド層が作りにくい
- 曲げるためには、多層化は向いていない
- 機械的強度が弱いため、重い部品には別に支えが必要になる
- 熱特性が悪い

最後の2点によってそのままではヒートシンクが使えずに発熱の大きな部品は実装が困難となる場合があるが、基板の柔軟性を利用して筐体などを放熱器代わりにする方法がある。
これらの問題点を解決して、硬い基板と柔らかい基板の両方の長所を得られる、リジッドフレキシブル混成基板がある。

## 設計に関する技術

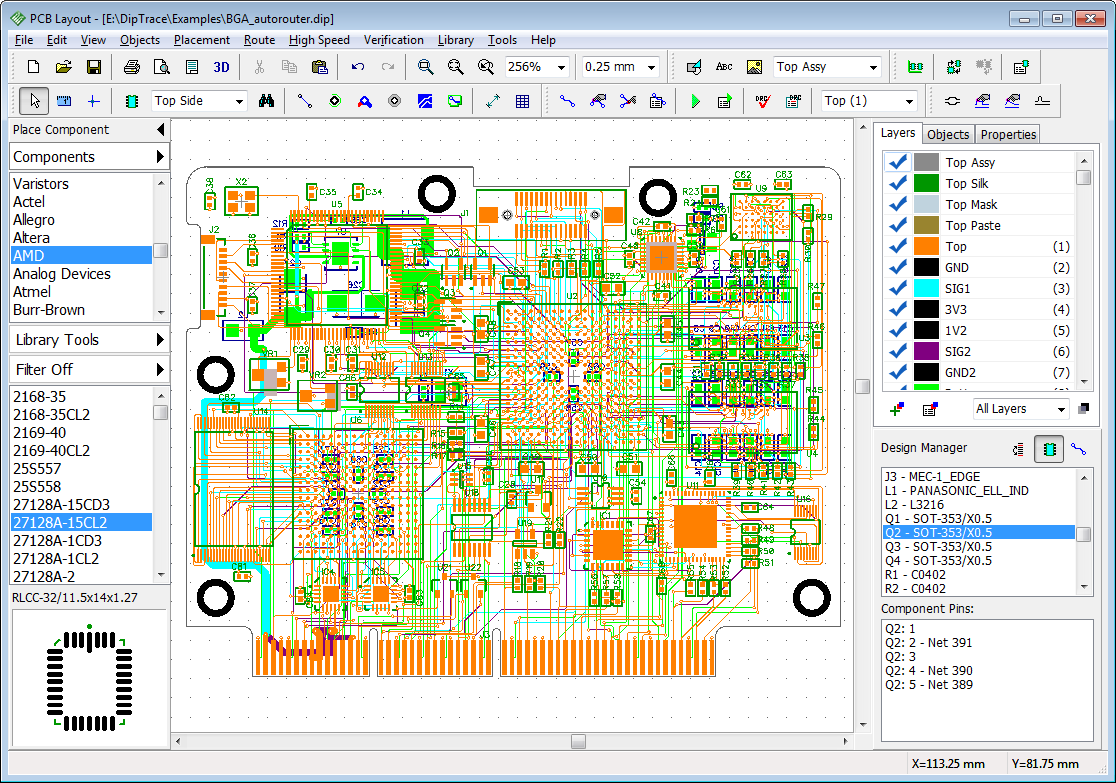
CADを用いたプリント基板設計の様子

プリント基板設計は、他の回路との相互接続、部品配置、機能、電気ノイズ、完成品の大まかな寸法などを考慮して誤差・公差解析を行い、これら要件に従って回路図・ネットリスト(Netlist)を作成する。
次に使用する材料・部品を記したBOM (部品表)を作る。材料の選択は、動作環境、耐用年数を考慮し、インピーダンス整合を考慮する。実装する電子部品の選択は、スペック・入手性・予算・サイズなどを考慮する。
このほかドリルファイルなど製造するためのデータを盛り込まれ、基板の設計者と製造業者との間でやりとりされるデータは、ガーバーデータと呼ばれる。ガーバーファイルの出力には「Quadcept」、「EAGLE」などのCAD・EDAツールが用いられる。市販のCADツールは、設計データがデザインルール（設計規則）に違反していないかを検証するためデザインルールチェック(DRC, Design rule checking)などの機能を有する（en:Comparison of EDA software参照）。
製造性考慮設計（いわゆるDFM＝Design for manufacturability）や動作温度範囲における熱解析においては、CAE・有限要素解析(FEM)などのシミュレーションが活用される（ダッソー・システムズ社のAbaqusなど）。
このようなプロセスで設計された試作の検証を繰り返し、最適化を図る。

## 基板実装に関する技術

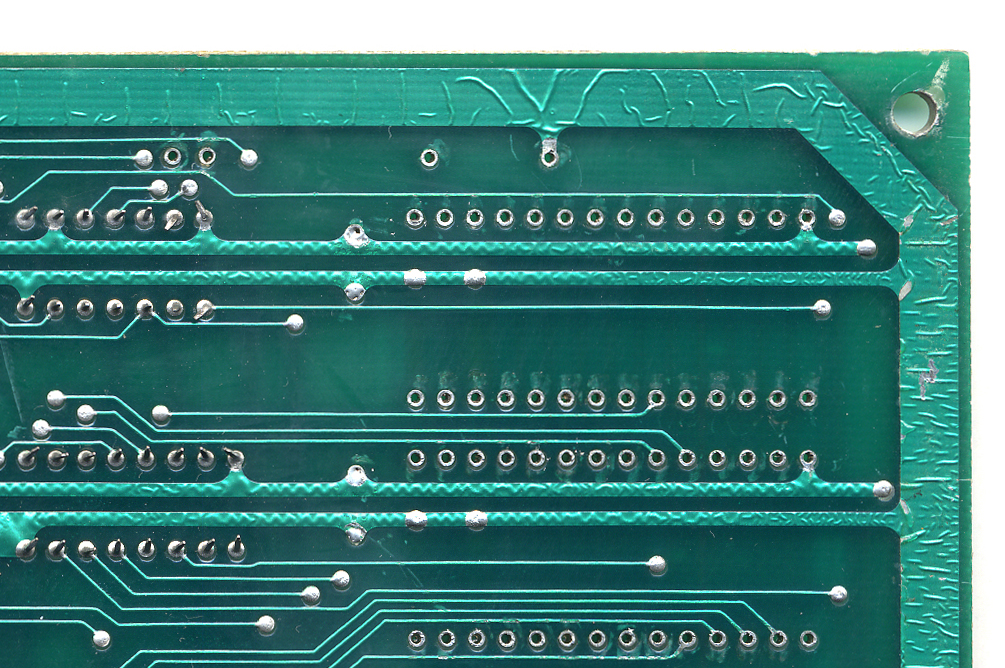
はんだ剥離法でパターン形成後、パターン上のはんだを剥離しないでソルダーレジストを形成した例

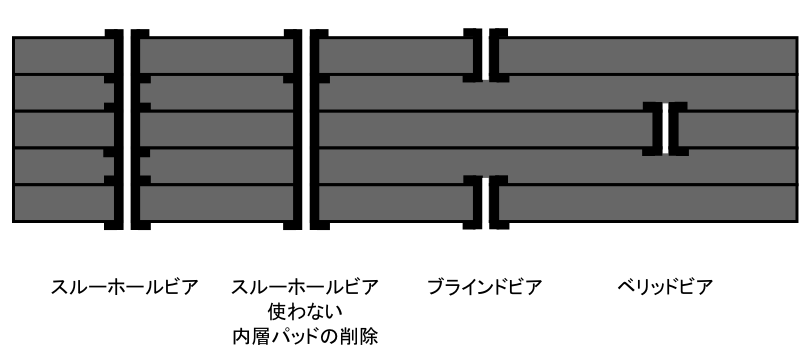
ビアの種類 （基板の断面を横から見た図）

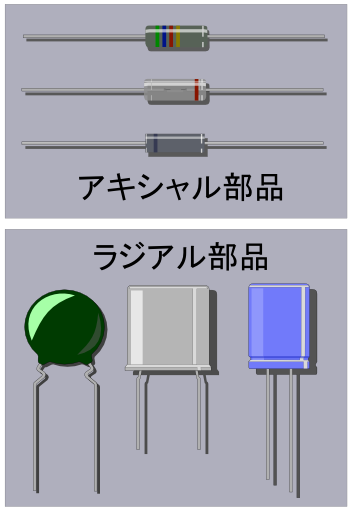
アキシャル部品とラジアル部品 こういった形態の部品はリード部品と呼ばれる。

（エッチング）レジスト
プリント基板の製造工程において、基板を覆うように塗布あるいは貼付される物質、またはそうして形成された層のこと。役割としては、エッチング工程において、配線として残したい部分の銅に薬剤が接触しないようにする。かつてはポリアミドフィルムを貼付した後ドリルで穴を開けるなどしていたが、最近では感光性の組成物（フォトレジスト）を塗布して、パターン露光、現像（→フォトリソグラフィ）により、必要な部分のみを残す方法が主流である。エッチング工程の前に穴あけおよびスルーホールめっきを施している場合は、パターンを形成する部分とスルーホールめっきを保護するために両者をレジストで覆う必要があり、これをテンティング法と呼ぶ。
またパターンやスルーホールとなる部分に、はんだ（スズ-鉛めっき）を施してこれをエッチングレジストに使用するはんだ剥離法（パターンめっき法の工程の一部）という工法もある。この工法では、最終的にはんだを剥離しないでスルーホール部のみはんだを取り除いてPWBとして使用したり、パターン上のはんだの上に直接ソルダーレジストを塗布することではんだ剥離工程を省き多少コストを低くすることも行われていたが、ソルダーレジストに凹凸が発生することや応力などによりソルダーレジストが剥がれやすいため現在は一般的ではなく、代わって全面のはんだを剥離した後にテンティング法と同様にソルダーレジストを塗布する方法が一般的となっている。
ソルダーレジスト(Solder mask)
はんだ付けが必要な部分だけを銅箔として露出し、はんだ付けが不要な部分にはんだが付かないようにプリント板上に形成する熱硬化性エポキシ樹脂皮膜のこと。プリント板製造工程の最終段階で施工される。日本では主に緑色もしくは黄緑色のものが使われるが、海外生産品では青色や赤色その他の色も使われている。従来は緑色の顔料に塩素や臭素などの難燃性材料が含まれていたが、環境への対応としてこれらが不要な青色のレジストを用いた環境調和型（ハロゲンフリーまたはハロゲン／アンチモンフリー）のレジストが開発された。プリント配線板を焼却した際にダイオキシンなどが発生しにくいため、環境調和型プリント配線板基材と共に採用例が増えている。現在では緑色レジストでも塩素、臭素を含まないものが開発されている。なお、青色のレジストを使っていても環境調和型（ハロゲンフリーまたはハロゲン／アンチモンフリー）とは限らないので注意が必要である。
永久レジスト
フルアディティブ、パートリーアディティブ工法などでは、銅パターンを形成したくない部分にレジストを形成し、電解めっきまたは無電解めっきでレジストのない部分にのみめっきを析出させる。このときのレジストはめっきレジストとして機能すると共にそれ以降は剥離せずにそのままソルダーレジストとして使用するため永久レジストと呼ぶことがある。
エッチング

層間接続
貫通ビア（Through Hole Via、スルーホール・ビア）
プリント板の各層を接続するため、基板の全層を貫通する垂直に穿った穴の内側に導体をめっきにより形成したもの。部品実装用の穴は通常、層間の接続を兼ねるが、それ以外の場所でも必要なら貫通ビアを設けて接続する。部品実装に使わずに層間接続だけの貫通ビアは、占有面積を小さくするために出来るだけ小さな穴径が要求される。めっきによる貫通ビア作成技術が確立する以前は、はとめ（鳩目）を用いていた。
IVH (Interstitial Via Hole)
通常のビアは基板を貫通するが、IVHは特定の層間のみを接続するビアである。それ以外の層にはビアが現れないため、集積度を向上させることができる。BVH（Blind via hole、ブラインド・ビア・ホール）またはBH（Buried hole、ベリッド・ホール）などと呼ぶこともある。IVHの形成方法はドリルによる穴開け、レーザー加工、エッチング加工が代表的。基板業界ではIVH多層基板といえばドリルによる穴開けタイプのことを指すことが多く、ビルドアップ基板とは区別される場合が多い。
アスペクト比
ビア・ホールの板厚（）/穴径の値。めっき処理などの制約で細く長い穴は製造が困難になる。多層基板で板厚が厚い場合は、アスペクト比の制約から穴径が大きくなる。
マイクロ・ビア
穴径の小さなビアのこと。通常のビア・ホールに比べて穴径が小さいビアを指すが、明確な定義はない。レーザーによる穴あけであるレーザー・ビアがマイクロ・ビアの加工に向いている。
レーザー・ビア
レーザーによる穴あけ。波長によって、銅に反射されるため導体層までしか穴があかないものや、全てを貫くものがある。低出力レーザーで大きく深い穴あけでは長時間の加熱で基板の信頼性が損なわれる。順次穴あけなので穴数に比例して時間がかかる。
フォト・ビア
穴あけ以外の場所をマスクして露光、現像によって絶縁層を溶かし穴を形成するにより。その後、マスクを洗浄除去する。一括穴あけなので穴数が多くても加工時間は同じだが深い穴あけには向かない。銅を溶かさないので導体層で止まるため多層に穴あけを行なうには工夫が必要となる。
パンチング
プレス機などで全てのビア・ホールを一括穴あけする。やわらかい基板に向く
ファインブランキングプレス

タレットパンチプレス

シェービングプレス

スルーホール実装（穴挿入部品実装）

スルーホールに部品リード（足）を通して部品を実装する方式。ラジアル部品、アキシャル部品、DIP、PGA、ZIPなどのパッケージはこの方式で実装するための形態である。
表面実装
表面実装技術 (Surface Mounting Technology、SMT) はプリント板に実装用の穴を設けるのではなく、基板上に部品を載せて部品実装面の表面だけのはんだ付けで部品を固定・接続する技術。
リフローはんだ
パッドの上にクリーム状のはんだを塗布し、部品を載せた後、温風やフロリナート蒸気、赤外線で基板全体を加熱してはんだ付けする方法
フローはんだ
接着剤で基板に部品を貼りつけ、加熱して溶かしたはんだの槽に基板を浸してはんだ付けする方法
フローはんだは端子が狭ピッチ化したICの実装が困難であるなどの欠点があるが、リード部品を同時にはんだ付けできるため、リフロー･フロー工程を適宜組合わせて用いたり、工程に適した基板設計が行なわれる。1990年代以降の高密度実装の技術では主流である。表面実装用部品を (Surface Mounting Device、SMD) と呼ぶ。代表的なSMDとしてチップ部品、IC、LSIのSOP、QFP、BGAなどのパッケージがある。

ランド
元々、スルーホール実装用部品を挿入する穴の表面周囲に設けた円形や四角形のはんだ付け用の銅箔の呼称であったが、表面実装部品を実装するためのはんだ付け用銅箔もランドと呼ばれることが多くなっている。
パッド（フットプリント）
表面実装部品を実装するための、はんだ付け用銅箔。銅箔をそのまま空気にさらすと酸化されてしまい、部品実装時にはんだ不良が発生する恐れがある。これを防ぐため、基板製造後に表面処理を施してパッドを保護することが多い。一般的な表面処理として、はんだレベラー（金フラッシュよりも安価、長期保存可能）、金フラッシュ（高さのバラツキおよび電気抵抗が少なく、はんだ濡れ性もよい。ピン数の多い部品や小型部品、大電流向き）、フラックス処理（大変安価、リフロー回数に制限あり）などがある。製作した基板を全て直ちにはんだ付けする場合は、コスト削減のため敢えて表面処理を省略することもある。
コンフォーマルコーティング(Conformal coating)

ドライフィルム(Dry film)

## 回路パターンの作成法

### サブトラクティブ法
全面に銅箔を張られた基板から、不要な部分を取り除いて回路を残す方法。
- 配線として残したい部分に、シルクスクリーン印刷などで防蝕膜となるインクや塗料を塗布して覆い（マスキング）、金属腐食性のある薬品（銅箔の場合、一般的に塩化第二鉄溶液を用いる）で腐食（エッチング）させて必要な回路を残す方式。プリント基板という名称の語源はここから来ている。
- 印刷によるマスキングに換えて、フォトレジストを塗布した基板を用いる。配線パターン形状を撮影したマスクフィルムで覆って感光させてから溶剤で溶かし、配線パターン部分を残してエッチングする方式。（フォトリソグラフィ）フォトレジストの特性により、感光した部分が耐溶解性となる（ネガ型）のものと初期状態では耐溶解性で感光した部分が溶解性となる（ポジ型）のものがあり、それに応じてマスクフィルムはネガ／ポジを使い分ける必要がある。この技術は、半導体の製造にも応用されている。
- 腐食液を適切に処理しないと環境破壊につながるという点や、マスク作成の工程が複雑などの短所がある。
- 全面が銅箔の基板から、不要な部分を機械的に切削、取り除いて回路を残す方式は、薬品やマスクが不要である。試作などの少量製作の場合に、簡便に回路基板を製作できる。これは手作業でも行えるが、専用の機械を使うほうが便利である。

サブトラクティブ法による製造法の一例
光硬化樹脂を塗布した銅箔面に紫外線でパターンを露光する。現像後、加熱する（ベーキング）。その後、塩化鉄(III) 水溶液で不要な銅箔をエッチングする。
銅箔のエッチング時の化学反応は以下のとおりである。
塩化鉄(III) の3価の鉄イオンが銅に電子を与えて2価になり、銅は銅イオンになる。塩化鉄(III) は塩化鉄(II) になる。
{\displaystyle {\rm {FeCl_{3}+Cu\longrightarrow FeCl_{2}+CuCl}}}
{\displaystyle {\rm {FeCl_{3}+CuCl\longrightarrow FeCl_{2}+CuCl_{2}}}}
エッチング終了後水洗、乾燥してからはんだ付けしない部分をコーティングする。穴を開けてから多層基板の場合は重ねてスルーホールを通す。その後所定の形状に切り抜く。

### アディティブ法
絶縁体基板に回路パターンを後から付け加える方法。銅パターンを形成したくない部分にレジスト（めっきレジスト）を形成し、レジストのない部分に電解または無電解めっきを施すことでパターンを形成する。アディティブ法にはフルアディティブ法、パートリーアディティブ法、セミアディティブ法などがある。日立化成、日立化成エレクトロニクス、イビデンなどはフルアディティブ法を採用している（なお、これらの企業はサブトラクティブ法による製造も行っている）。
- メッキ・電鋳の技術を応用して、回路パターンを析出させて構成するもの。
- 導電性ポリマーを絶縁基板上に線状に絞り出して塗布し回路を構成するもの。銅箔よりは配線抵抗が大きいため、主にディジタル回路基板の試作に用いられる。
- マルチワイヤー
  - ポリイミドで絶縁被覆した銅線を自動布線機で縦横自由に配線して絶縁多層配線構造を形成するプリント配線板。デジタル回路のバス配線長を等しくしやすいなどの特徴がある。日立化成が採用している。

### 切断
プリント基板は、生産性を考慮して1m四方や1.2m四方程度の1枚の大きさの基板に複数の基板をまとめて面付けして製造されることが多い。あらかじめ基板には、各基板間にNCドリルやVカットで切れ目を入れておき、完成後に折ってそれぞれを分離する。切断時には部品の実装箇所や半田の状態によっては切断時のストレスによってクラックが発生し電気的接続が切れてしまう場合や部品の破損、高周波回路ではインピーダンスの変化にもつながるため、ストレスを極力与えずに切断する際には専用の基板分割機を用いることが望ましい。

## 電気的特性

### 高速デジタル回路
デジタル回路でも低速の動作であればプリント基板の特性はあまり配慮の必要がいらないが、高速の動作が必要な高速デジタル回路ではプリント配線のパターンが理想的な銅線ではないことを理解して、銅配線パターンが作るインピーダンスへの配慮が必要となる。（シグナル・インテグリティ）　具体的には信号の立ち上がりや立ち下りが1ns以下で配線長が5cm以上の場合に交流的な影響が出る可能性を考慮する必要がある（分布定数回路）。

## 自動実装
自動実装機
プリント配線板に部品を取り付ける自動機械で、部品リールなどから部品を取り出し、部品を搭載し、穴挿入部品の場合はリードの切断、曲げ加工なども同時に行うのが一般的である。挿入部品用の自動実装機は「インサータ」、表面実装用の自動実装機は「マウンタ」と呼ばれる。はんだ付けなど一連の工程を受け持つ多数の機械を直列に配列した実装ラインに配置されている。現在、殆どの電子部品は自動実装に対応した仕様で作られ、リール供給または表面実装部品ではトレイ供給、バルク供給などで行われている。
挿入部品を基板に挿入後に余分なリードを切断したり、部品が簡単には抜けないようにピンやリードの端を少し曲げたりする。部分はんだ付けまでを行うものもある。光学センサーで位置を正確に読み取って実装位置を微調整したり、クリームはんだや部品ピンの検査を行なうものもある。
供給テープの無駄を省くために、バルク供給にシフトするケースもある。供給テープの交換時にも自動実装機を止めなくて良いようにもなっている。

## 検査
- 官能検査 - 目視による検査のこと。
- 自動検査機による検査:自動光学検査（AOI）
- 電気検査 - テスタを使って断線していないかなどを検査する。
- バウンダリスキャン、JTAG
- インサーキットテスト(ICT)
- ファンクションテスト_(工学)（英語版） (FCT、Functional testing)
- "ホワイトボックステスト"と"ブラックボックステスト"

## 主な欠陥（不良モード）
回路欠陥のほかはんだ、レジストなどの欠陥によって様々な導通・絶縁の不具合をもたらす。この分野の詳細は電子回路工学、集積回路工学、Failure modes of electronicsを参照。
- 回路パターン、スルホール欠損（断線）
- スルーホール断線（スルーホールめっきの断線、スルーホールめっきと内層接続部間の断線）
- ショート（短絡）
- リーク電流、スパーク
- エレクトロマイグレーション
- 基板の欠け、割れ、打痕傷
- シルク印刷 印字のずれ
- ボイド - 気泡による空洞状の層間剥離のこと。
- クラック - メッキ層の割れのこと。
- スミア - 穴内壁導体部に基板樹脂の付着のこと。
- デラミネーション - 多層板内部の層間のはがれのこと。デラミと略すこともある。
- ランド切れ - 穴位置がずれている状態。
- クレイジング、ミーズリング - ガラス繊維の剥離が起こった状態。
- ハローイング、ピンクリング - 基板端面の加工時の白化のこと。
- バレルクラック（スルーホール内の円周状のクラック）
- レジストインク現像印刷ずれ
- Head in pillow - BGA実装時のはんだ枕不良のこと。

## 主なプリント基板メーカー

### 日本国内の主なメーカー
- アイカ工業
- イビデン
- エルナー
- 沖電線
- オリオン科学
- 協栄産業
- 京写
- 京セラ（旧・日本アイ・ビー・エム野洲事業所→京セラサーキットソリューションズ）
- キョウデン
- キヤノン・コンポーネンツ
- SIMMTECH GRAPHICS（旧・イ－スタン）
- シャープ
- 信越化学工業
- 伸光製作所（住友金属鉱山グループ会社）
- 住友電工
- 住友ベークライト
- 双信電機
- 大日本印刷（旧・大日本印刷と東芝サーキットテクノロジーの合弁会社 (DTCT) を吸収）
- 大陽工業
- デクセリアルズ
- 東芝ホクト電子
- 日東電工
- 日本アビオニクス
- 日本シイエムケイ
- 日本特殊陶業
- 日本メクトロン
- パナソニックエレクトロニックデバイス（松下電子部品の社名変更および旧・山梨松下電工の合併）
- 日立化成
- 日立化成エレクトロニクス（旧・日立エーアイシー）
- フジクラ
- 富士電機システムズ
- 古河電工
- メイコー 専業最大手

### アメリカの主なメーカー
- プレクサス (Plexus)
- フレクストロニクス (Flextronics)
- シグマトロン (SigmaTron International Inc.)
- キンボール (Kimball International)

### 中国の主なメーカー
- Seeed studio社（深圳矽递科技股份有限公司）
- Founder PCB社（珠海方正）
- Shantou ultrasound PCB社（汕頭超声）
- Zhuhai Motomori Electronic社（珠海元盛電子）
- Zhuhai Quanbao Electronic社（全宝）
- Bomin Electronics社（博敏電子）
- Shenzhen Shennan Circuits社（深南電路）
- Shenzhen Fastprint Circuit社（興森快捷）
- Zhuhai Motomori Electronic社（珠海元盛電子）
- Guangdong Shengyi Group社（広東生益集団）
- Shenzhen PCBWay社（捷多邦電子）
- Xiamen Yuanqian社（源乾電子）
- Zhen Ding Technology (ZDT) 社（臻鼎科技）※フォックスコングループ

### 台湾の主なメーカー
- コンペック・マニュファクチャリング（華通電脳/Compeq Manufacturing）
- 南亜PCB（ナンヤ、 Nanya/台湾プラスチックグループ）
- ユニマイクロン・テクノロジー社（欣興電子 (Unimicron) ）
- HannStar Board社（瀚宇博德國際）
- Tripod Technology社（健鼎科技股份）
- Zhichao Technology社（志超）
- Huatong社（華通）
- Flexium Interconnect社（台郡科技）
- キンサス/KINSUS/景碩科技（和碩聯合科技/ペガトロン傘下）
- フォックスコン・インターコネクト・テクノロジー（FIT／Foxconn Interconnect Technology）
- ゴールド・サーキット・エレクトロニクス（金像電子）
- チップボンド・テクノロジー（頎邦科技/Chipbond）
- チンプーン・インダストリアル（敬鵬工業/CHIN-POON Industrial）

### 韓国の主なメーカー
- LGイノテック
- イスペタシス（ISU Petasys, ISU Group/이수그룹）
- インターフレックス (Interflex)
- エスアイフレックス（위키백과, 우리 모두의 백과사전/SI FLEX Co.,Ltd.）
- コリアサーキット（주식회사 코리아써키트/Korea Circuit Co., Ltd.）
- サムスン電機
- シムテック (SIMM TECH Co.Ltd)
- 大徳GDS（대덕GDS/DaeDuck GDS）
- 大徳電子（대덕전자 주식회사/DaeDuck Electronics）
- ビーエイチ/BHflex（비에이치）
- NewFlex（뉴프렉스）
- ヨンプン電子（주식회사 영풍/Young Poong Electronics）※FPC

### タイ王国の主なメーカー
- KCE Electronics Public Company Limited